# 이지아
이지아(본명: 김지아, 1978년 8월 6일 ~ )는 대한민국의 배우이다.

## 생애
2007년 MBC 드라마 《태왕사신기》의 새오/수지니 역을 통해 데뷔했다. 2008년에 방영한 MBC 드라마 《베토벤 바이러스》에서 두루미 역을 맡았고, 2009년 SBS 드라마 《스타일》에서는 이서정 역을, 영화 부분에서는 한일 합작 텔레시네마 2009년 《내 눈에 콩깍지》에 출연해 왕소중 역을 연기했다. 2010년 SBS 드라마 《아테나: 전쟁의 여신》에서는 한재희 역으로 출연하였다. 서태지와의 스캔들 이후 2011년에 방영한 《나도, 꽃!》에 차봉선 역으로 출연하였고, 이후 2년 동안 휴식기를 가졌다. 2013년에 《세 번 결혼하는 여자》에 오은수 역으로 출연했다. 2015년에 드라마인 《설련화》에 한연우/한연희 역으로 출연하였으며, 2016년 영화 데뷔작인 《무수단》에 신유화 중위 역으로 출연하였다. 2018년에 드라마인 《나의 아저씨》, 《오늘의 탐정》에 출연하였고, 2020년부터 2021년까지 SBS 《펜트하우스》 시즌 1, 2, 3에 심수련, 나애교 역으로 출연하며 제2의 전성기를 맞았다.

## 출연작

### 드라마
| 연도   | 방송사 | 제목                | 역할                | 비고   |
| ------ | ------ | ------------------- | ------------------- | ------ |
| 2007년 | MBC    | 태왕사신기          | 새오/수지니         | 24부작 |
| 2008년 | MBC    | 베토벤 바이러스     | 두루미              | 18부작 |
| 2009년 | SBS    | 스타일              | 이서정              | 16부작 |
| 2010년 | SBS    | 아테나: 전쟁의 여신 | 한재희              | 21부작 |
| 2011년 | MBC    | 나도, 꽃!           | 차봉선              | 15부작 |
| 2013년 | SBS    | 세 번 결혼하는 여자 | 오은수              | 40부작 |
| 2015년 | SBS    | 설련화              | 한연희              | 2부작  |
| 2018년 | tvN    | 나의 아저씨         | 강윤희              | 16부작 |
| 2018년 | KBS2   | 오늘의 탐정         | 선우혜              | 32부작 |
| 2020년 | SBS    | 펜트하우스          | 심수련              | 21부작 |
| 2021년 | SBS    | 펜트하우스 2        | 나애교 / 심수련     | 13부작 |
| 2021년 | SBS    | 펜트하우스 3        | 심수련              | 14부작 |
| 2023년 | tvN    | 판도라: 조작된 낙원 | 홍태라 /오영/문하경 | 16부작 |
| 2024년 | JTBC   | 끝내주는 해결사     | 김사라              | 12부작 |

### 영화
- 2009년 한일 합작 영화 《내 눈에 콩깍지》 - 왕소중 역
- 2011년 《아테나: 더 무비》 - 한재희 역
- 2016년 《무수단》 - 신유화 중위 역 이지아

### 예능
- 2009년 9월 5일 SBS 《김정은의 초콜릿》 - 게스트
- 2010년 1월 31일, 2월 7일 MBC 《일요일 일요일 밤에 단비》 - 게스트
- 2014년 8월 11일 SBS 《힐링캠프, 기쁘지 아니한가》 - 게스트
- 2020년 11월 22일 SBS 《런닝맨》 - 게스트
- 2020년 11월 28일 TVN 《온앤오프 시즌1》 - 게스트
- 2020년 12월 24일, 2021년 1월 7일 ~ 21일 SBS 《맛남의 광장》 - 게스트
- 2021년 2월 14일, 21일 SBS 《집사부일체》 - 사부(2회 연속)
- 2021년 6월 29일 ~ 2021년 9월 14일 JTBC 바라던 바다 고정출연(12부작)
- 2021년 10월 5일, 12월 7일 tvN 해치지않아 2,3,11회 게스트

### 다큐멘터리
- 2021년 11월 29일 ~ 12월 14일 EBS1 《XR 우주대기획: 더 홈》 - 나레이션

### 광고
- LG유플러스 '랄랄라'편
- 롯데제과 애니타임
- 롯데리아
- 드레스 투 킬(DRESSED TO KILL)
- LG생활건강 이자녹스 (ISA KNOX)/라하(LAHA)

### 뮤직비디오
- 바이브 - 다시와주라

## 음반 활동

### 참여 음반
- 러브 바이러스(Digital Single)
- 컵케익과 외계인(Digital Single)
- 뱀파이어 로맨스(Digital Single)

기타
- tvN 월드스페셜 'LOVE'

## 수상 및 후보
| 연도 | 시상식                     | 부문                                | 작품                | 결과 |
| ---- | -------------------------- | ----------------------------------- | ------------------- | ---- |
| 2007 | MBC 연기대상               | 여자 신인상                         | 태왕사신기          | 수상 |
| 2007 | MBC 연기대상               | 여자 인기상                         | 태왕사신기          | 수상 |
| 2007 | MBC 연기대상               | 베스트 커플상(배용준과 함께)        | 태왕사신기          | 수상 |
| 2008 | 제44회 백상예술대상        | TV부문 여자 신인연기상              | 태왕사신기          | 수상 |
| 2008 | MBC 연기대상               | 여자 우수상                         | 베토벤 바이러스     | 후보 |
| 2009 | SBS 연기대상               | 드라마스페셜부문 여자 연기상        | 스타일              | 후보 |
| 2011 | SBS 연기대상               | 특별기획부문 여자 최우수연기상      | 아테나: 전쟁의 여신 | 후보 |
| 2014 | 제7회 코리아 드라마 어워즈 | 여자 최우수상                       | 세 번 결혼하는 여자 | 후보 |
| 2014 | 제3회 에이판 스타 어워즈   | 장편드라마부문 여자 최우수연기상    | 세 번 결혼하는 여자 | 후보 |
| 2014 | SBS 연기대상               | 장편드라마부문 여자 최우수연기상    | 세 번 결혼하는 여자 | 후보 |
| 2020 | SBS 연기대상               | 중·장편드라마부문 여자 최우수연기상 | 펜트하우스          | 수상 |
| 2021 | 대한민국 문화연예대상      | 드라마부문 대상                     | 펜트하우스 3        | 수상 |

## 부친의 사기행각
흔히 이지아의 리스크는 그녀의 조부인 것으로 알고 있는데 사실 조부보다 더 큰 리스크는 그의 부친이다. 부친 김O영은 희대의 난봉꾼이자 사기꾼으로 알려져 있다.
일례로 김O영은 결혼 초 당대 최고의 모델이었던 Y모씨와 바람이 나서 임신중절 수술을 시켰는데 수술비를 집사람 몰래 마련하기 위해 작은 형으로부터 돈을 빌렸다고 한다. 물론 안 갚았다고 한다. Y모씨는 이후 국내 최고의 액션 배우 중 한 명인 N모씨와 결혼했는데 김O영은 몇 년 후 친구들과의 술자리에서 "N모씨가 아무리 검도의 달인이라고 해도 막싸움에서는 나를 못 이기지"라며 허풍을 떨었다고 한다. 이 말을 들은 김씨 친구들은 모두 "Y모씨의 남편이 그 사실을 몰랐기에 망정이지 만약 알았다면 김O영은 뼈도 못 추렸을 것"이라며 모두 김O영을 걱정했다고 한다. 
김O영은 실제로는 겁이 많고 싸움도 잘 못했다고 한다. 싸울 때에도 우산이나 소주병 같은 물건에 의존해서 했지 주먹으로 맞짱을 뜬 적은 한번도 없었다고 한다. 김O영은 Y모씨 외에도 여러 명의 여성들과 염문, 아니 추문에 휘말렸는데 그래도 미모로는 Y모씨가 단연 군계일학이었다고 지인들은 전한다. 
김O영의 사기 수법은 매우 단순하다고 한다. 부친 김순흥의 토지를 미끼 삼아서 돈을 빌리고 안 갚는 것이다. 김O영은 친일파로 알려진 부친 김순흥으로부터 상속 받은 토지의 개발권을 주겠다며 여러 사람들로부터 수십억 원을 빌리고 갚지 않았다고 한다. 이런 경우 보통은 다른 사람으로부터 새로 돈을 빌려 이전에 빌린 사람의 돈을 돌려막기 하는 게 일반적인데 김O영은 그런 것이 전혀 없었다. 빌린 돈은 절대로 갚지 않는 게 김씨의 철칙이었다고 한다.
그런데 사실 부친 김순흥으로부터 상속 받은 토지는 김O영 본인이 단독으로 상속 받은 토지가 아니라 다른 형, 누나들과 공동으로 상속 받은 토지이다. 그런데 이에 대해 마치 자기 단독 소유인 것처럼 여기저기서 돈을 빌려썼다고 한다. 설상가상으로 동일한 토지의 개발권을 주겠다며 복수의 지인들로부터 돈을 빌리기도 했다. 물론 모두에게 단 한 푼도 안 갚았다고 한다. 그런 면에서는 참 공평하다.
김O영으로부터 큰 사기를 당한 지인 중에는 그와 가장 친한 친구인 오OO도 있다. 오씨는 김O영으로부터 받지 못한 돈이 수억 원에 이르는데 현재 암 투병 중이다. 오씨에 대해 김O영은 종종 지인들에게 "오OO이 오늘 내일 하는데 내가 미쳤다고 그 돈을 갚느냐"며 우정보다 돈이 소중한 본인의 인생 철학을 여러 차례 피력했다고 한다.
오씨에 따르면 김O영은 자기 형과 누나들에 대해 좋지 않은 얘기를 종종 하고 다녔다고 한다. 큰 형에 대해서는 "타고난 사기꾼"이라고 욕하고 다녔지만 실제로는 그 형으로부터 사기 수법을 전수 받기 위해 큰 형의 심부름을 도맡아 했다고 한다. 한 마디로 OJT를 받은 것이다. 큰 누나에 대해서는 "돈에 환장한 미친X"이라고 욕하고 다녔지만 정작 본인이 급할 때에는 큰 누나를 가장 먼저 찾았다고 한다. 그런데 큰 누나는 말로만 위로해줬지 실제로 돈을 준 적은 한번도 없었다고 한다. 그 외 다른 형, 누나들에 대해서는 "다들 멍청해서 언급할 가치조차 없다"고 했다고 오씨는 전한다.

## 개인사
- 상당한 SF 매니아로 알려져 있다.[2]
- 2013년 4월 6일에 자신의 콰트로포르테를 타고 술자리에 간 후, 대리운전을 불러서 귀가하는 중 쏘나타 경찰차와 충돌 사고가 났다.[3] 충돌 사고 당시 이지아는 운전석에 없었고 대리기사가 몰고 있었기 때문에 음주운전 사고는 아니었으며, 이지아는 하차한 후 다른 차로 귀가했다. 사고가 나기 전에 이지아가 서태지와의 스캔들에 엮여 있었는지라, 이지아의 사고를 통해 마세라티 브랜드가 널리 알려졌다.